# Николай Кавасила
Никола́й Кава́сила Хамаэ́т (греч. Νικόλαος Καβάσιλας, Χαμαετός) (1322, Фессалоники — 1397/1398, Константинополь) — православный богослов и литургист, учёный-энциклопедист, философ, писатель и представитель византийской традиции исихазма. Почитается в лике святых как праведный.

## Жизнеописание
Николай Кавасила родился в аристократической семье. Представители его рода играли видную роль в церковной и политической жизни Византии начиная с XI века. Его мать была сестрой трёх архиереев, из которых наиболее известен Нил Кавасила, учитель будущего светильника Церкви, архиепископ Фессалоникийский в 1361—1363 годах, автор ряда полемических сочинений против латинян.
В 1335—1340 годах Николай Кавасила обучался в Константинополе. Помимо грамматики, риторики и философии, изучал естественные науки, особый интерес проявил к астрономии.
Источники свидетельствуют, что уже в 1330-х годах Николай Кавасила находился в тесной связи с исихастским движением. Его духовным руководителем в годы юности являлся ученик преподобного Григория Синаита — будущий Константинопольский Патриарх Исидор Бухир, которому святой Григорий дал следующий характерный совет: «Жить не в пустынях и не в горах… но в миру, (чтобы окормлять) тех, кто и там живет по-монашески и киновийно». Эти слова в сопоставлении с некоторыми текстами Кавасилы указывают на традицию лаического исихазма, неразрывно связанного с исихазмом монашеским как на онтологическом уровне — единством аскетического идеала, так и на уровне практического соработничества по претворению в жизнь целей и задач этого духовного движения.
Начиная с 1341 года Кавасила активно участвует в политической и религиозной жизни. На протяжении многих лет он был другом и советником императора Иоанна Кантакузина, поддерживал его во время гражданской войны, с трудом спасся от смерти в дни страшной резни фессалоникийской знати зилотами в августе 1345 года.
В 1347 году Кантакузин поручил Кавасиле сопровождать новоизбранного архиепископа Фессалоникийского Григория Паламу на его кафедру. Солуняне не приняли святителя. Он и Кавасила направились на Святую Гору, где пробыли год.
Как свидетельствуют источники, Кавасила и его друг Димитрий Кидонис знали от самого императора о его намерении удалиться в монастырь святого Маманта (1349) и собрались последовать за ним. Кантакузин характеризует их как мужей, получивших высшую мудрость, равно и делами любомудрствующих и ведущих разумную безбрачную жизнь, то есть являющих собой род «мирского аскета», образованного и мудрого мужа, стремящегося сочетать христианский аскетизм с высоким литературным, научным и философским творчеством.
Твердой православной позиции придерживался Кавасила во время и после Влахернского Собора 1351 года, осудившего антипаламитов. Мирянином он, очевидно, оставался до конца жизни, по крайней мере ни один из дошедших до нас источников не говорит о принятии Кавасилой монашеского пострига или священного сана. (Приписывание же ему достоинства Фессалоникийского архиепископа основано на историческом недоразумении.)
О жизни Кавасилы после 1353 года до нас дошли лишь некоторые отрывочные свидетельства. В 1354 году он произносит панегирик при вступлении на императорский престол Матфея Кантакузина, сына Иоанна. В 1363 году он прибыл в Фессалоники на похороны своего дяди Нила, а позже и своего отца. Свидетельством того, что он жил ещё в первой половине 90-х годов, являются поддающиеся точной датировке письма, направленные ему Мануилом II Палеологом, Димитрием Кидонисом и Иосифом Вриеннием. Вероятной датой кончины Кавасилы является 1397 (1398) год.
Наследие, оставленное Николаем Кавасилой, достаточно велико. Количество только богословских его трудов превышает полтора десятка. Однако, по справедливому замечанию И. И. Соколова,

слава Николая Кавасилы как богослова-мистика покоится главным образом на его сочинении «О жизни во Христе».
В семи главах («словах») этого выдающегося произведения Кавасила подвергает глубокому рассмотрению и исследованию природу православной духовной жизни.
Его богословие есть откровенный и глубокий диалог Православия с нарождающимся возрожденческим мировоззрением, диалог, в котором утопии гуманизма без Христа противопоставляется церковное учение о человеке, созданном по образу и подобию Божиему и призванном к восстановлению помраченного образа, к обожению, жизни во Христе, обретаемой через всецелое приобщение к литургическому и молитвенному опыту Церкви.
3 июня 1982 года Николай Кавасила был прославлен в лике святых Синодом Элладской православной церкви. День его памяти установлен на 20 июня (по новому стилю).